# Etica della scienza
L'etica della scienza è la disciplina filosofica che si occupa delle implicazioni morali delle assunzioni scientifiche e dell'uso sociale della scienza. Allo stato attuale, in analogia con la filosofia della scienza, questo particolare campo di applicazione dell'etica non ha un aspetto unitario, ma si estende a diverse discipline settoriali.

## Etica della ricerca scientifica
Un primo aspetto dell'etica della scienza riguarda gli aspetti etici dell'attività scientifica.
(Jacob Bronowski)
Gli aspetti etici della scienza sono indagati anche da Ferdinand Gonseth.
(Mario Dal Pra, Storia della filosofia)
Questi aspetti etici, secondo Riccardo Campa, sono da inquadrare all'interno dell'etica della scienza pura.
Un altro aspetto dell'etica della scienza è più legato all'applicazione della scienza (con le sue ricadute tecnologiche) ed alle conseguenze sociali dell'uso della scienza.
(John Ziman)

## Etica applicata alla scienza
Premesso il richiamarsi agli studi e dibattiti di filosofia della scienza, l'etica applicata fa la comparsa all'inizio degli anni '70 con l'intento di promuovere una riflessione etica non di tipo generale o fondamentale, ma strettamente agganciata alle problematiche particolari, per tenere testa allo sviluppo tecnologico e scientifico, sforzandosi d'integrare la propria competenza con l'acquisizione di nozioni e dati che provengono dalle scienze naturali, biologiche, sociali ecc.
“Lo studio sistematico del comportamento umano nel campo delle scienze della vita e della salute, in quanto questo comportamento è esaminato alla luce di valori e principi morali”.
Il filosofo norvegese Arne Næss si contrappone all'antropocentrismo (rifiuto dell'immagine dell'uomo nell'ambiente) con il biocentrismo (immagine relazionale) in “linea di principio” perché non tutto è evitabile, ed è “inevitabile una certa quantità di uccisioni, sfruttamento e soppressione”. Il mancato riconoscimento dell'egualitarismo e dell'interdipendenza tra le specie viventi compromette la qualità della propria vita perché la isola dalle altre (crisi ambientale), quando invece c'è bisogno di identificarsi in profondità con gli altri esseri (Spinoza). L'ambiente è una rete che collega una molteplicità di nodi, e la qualità della vita di un singolo nodo dipende dalla relazione instaurata con gli altri nodi.
Teorico dell'ecologia profonda (deep ecology) che contrappone nel 1973 all'ecologia superficiale, è stato il primo a utilizzare il termine ecosofia (oikos=casa-terra).
Egli revisiona il secondo imperativo categorico di Kant: “non usare mai un'altra persona solo come mezzo”, con “non usare mai un essere vivente solo come mezzo” perché hanno tutti un valore intrinseco.
Il filosofo tedesco Hans Jonas afferma che il bene è l'essere, e congiungendo ciò che Aristotele nell'etica nicomachea separava, l'agire (praxis) e il produrre, promuove le condizioni per la sopravvivenza del genere umano e dell'ecosistema vedendo un fine per l'agire della natura umana la quale, avendo delle capacità specifiche in più, come quella di distruzione con la produzione di armi atomiche, deve attuare il principio di responsabilità, prendendosi cura della natura e del futuro del pianeta terra.
La reciprocità consiste che al dovere dell'uno corrisponde il diritto dell'altro e viceversa. In questo caso il diritto delle generazioni future.
La sua riflessione è un'etica fondata sulla metafisica, perché nega la fallacia naturalistica secondo la quale l'etica non può derivare dall'ontologia, il dover essere dall'essere, da una descrizione avalutativa dell'essere non può derivare una prescrizione valutativa per l'essere.

### La Bioetica
Il termine bioetica, coniato nel 1970 dal cancerologo statunitense Van Rensselaer Potter, indica un'etica incentrata sull'assunzione di responsabilità dell'uomo per il sistema complessivo della vita. Con lo stesso termine, in seguito, si venne a delineare lo studio della condotta umana nell'area delle scienze della vita e della cura della salute, esaminata alla luce di valori e princìpi morali. 

La bioetica si sviluppa negli anni settanta fra il Kennedy Institute of Ethics (a Washington) e l'Hastings Center (a New York), in cui nasce la più importante rivista di bioetica "The Hastings Center Report".
La bioetica nasce perché lo sviluppo delle scienze e delle tecnologie biomediche ha posto problemi che travalicano l'ambito del sapere scientifico per investire quello della responsabilità morale e della regolamentazione giuridica. Alcune importanti novità causarono la nascita della bioetica:
- la scoperta della struttura a doppia elica del DNA (1952)
- la conseguente ingegneria genetica
- la preparazione della pillola di Pincus per la contraccezione ormonale (1953)
- lo sviluppo del trapianto d'organo (1967)
- il sostegno artificiale delle funzioni vitali (1968 - 1970)
- il concepimento in vitro (1978)
- la clonazione (1997).

Queste sono le questioni che hanno dato luce alla bioetica e che fondamentalmente la tengono in vita, dando origine a due posizioni:
- la bioetica può assumere la figura di una riaffermazione di alcuni valori centrali già presenti nell'etica tradizionale di derivazione ippocratica (dignità della vita umana individuale e sua inviolabilità) e quindi può porre un argine allo sviluppo indiscriminato delle tecnologie;
- può diventare il luogo di una nuova etica per molti aspetti rivoluzionaria sic et simpliciter.